# Dzűngóbi járás
Dzűngóbi járás (mongol nyelven: Зүүнговь сум) Mongólia Uvsz tartományának egyik járása. Területe 4000 km². Népessége kb. 3400 fő.
Székhelye Zel (Зэл), mely 134 km-re keletre fekszik Ulángom tartományi székhelytől.